# Тополовець (община Ружинці)
Тополо́вець (болг. Тополовец) — село у Видинській області Болгарії. Входить до складу общини Ружинці.

## Населення
За даними перепису населення 2011 року у селі проживали 217 осіб, з них 214 осіб (98,6%) — болгари.
Розподіл населення за віком у 2011 році:
Динаміка населення: